# Integrale di Fermi-Dirac incompleto
In matematica, l’integrale di Fermi-Dirac incompleto per un indice j è dato da
{\displaystyle F_{j}(x,b)={\frac {1}{\Gamma (j+1)}}\int _{b}^{\infty }{\frac {t^{j}}{\exp(t-x)+1}}\,dt.}
Questa è una definizione alternativa del polilogaritmo incompleto.